# Azja Mniejsza

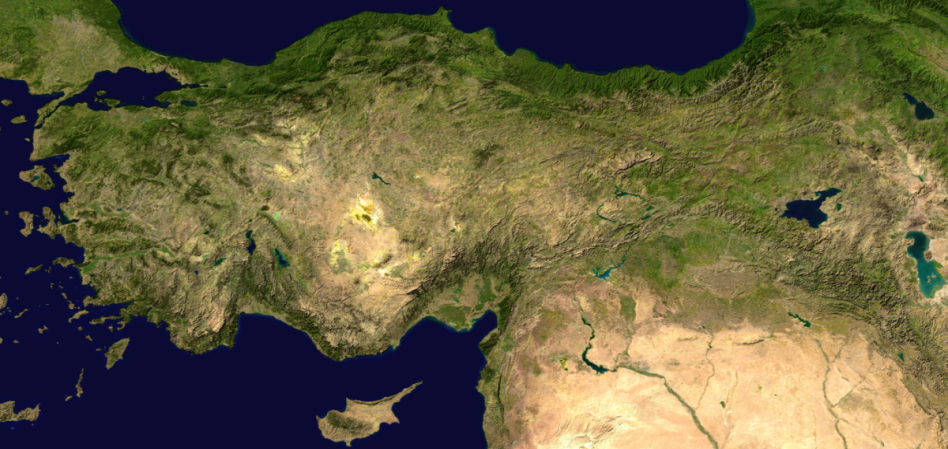
Kompozycja zdjęć satelitarnych obejmująca Azję Mniejszą

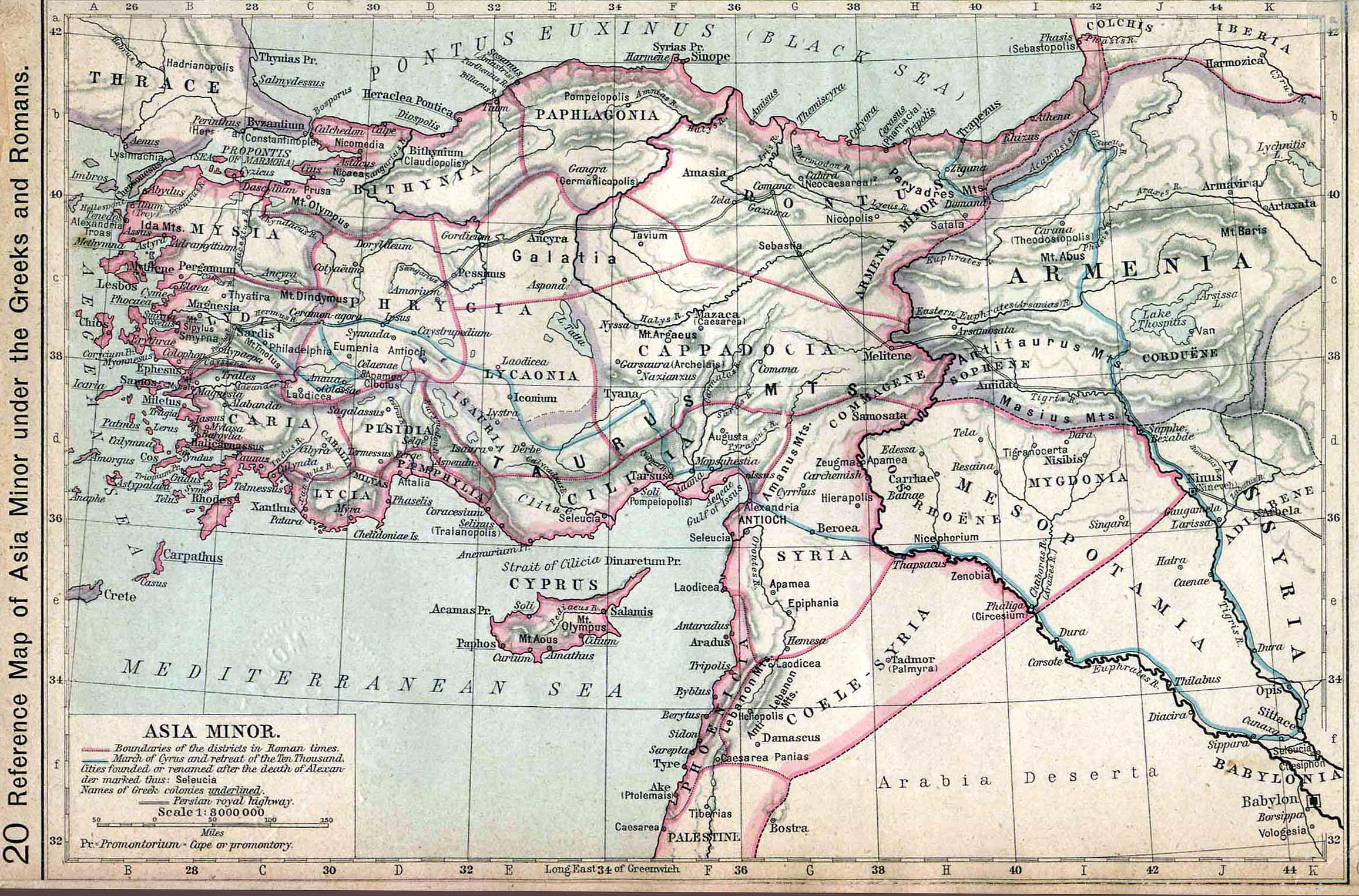
Azja mniejsza w atlasie historycznym en

Azja Mniejsza – rozległy półwysep na zachodniej granicy Azji (w Turcji), otoczony morzami: Czarnym od północy, Marmara od północnego zachodu, Egejskim od zachodu i Śródziemnym od południa. Od Europy oddziela go Morze Marmara oraz cieśniny Bosfor i Dardanele. Azja Mniejsza ma około 0,5 mln km² powierzchni i stanowi około dwóch trzecich terytorium Turcji. Częściowo pokrywa się z krainą historyczną Anatolii. Region fizycznogeograficzny w Azji Zachodniej.

## Charakterystyka
Azja Mniejsza jest regionem w przeważającej części wyżynno-górskim; niziny są niewielkie i leżą na wybrzeżach. Wnętrze Azji Mniejszej zajmuje Wyżyna Anatolijska, mająca charakter płaskowyżu, który podnosi się z zachodu na wschód od 800 do 1500 m n.p.m. Wyżynę ograniczają rozległe łańcuchy górskie Gór Pontyjskich na północnym wybrzeżu i gór Taurus na południowym, o wysokości ponad 2000 m n.p.m., sięgające 3916 m n.p.m. (wygasły wulkan Erciyes Dağı). Na wschodzie oba łańcuchy górskie się zbiegają i bez wyraźnej granicy przechodzą w Wyżynę Armeńską. Region jest aktywny sejsmicznie.
Klimat Azji Mniejszej jest podzwrotnikowy, na wybrzeżach śródziemnomorski, w centrum kontynentalny suchy. Roczny opad wynosi od 200-500 mm na Wyżynie Anatolijskiej do 2000 mm na południowych zboczach Taurusu i 3000 mm na północnych zboczach Gór Pontyjskich. Zimy są chłodne i wilgotne, lata – gorące i suche.
Na Wyżynie Anatolijskiej przeważa roślinność stepowa i półpustynna, zbocza Taurusu i Pontu porastają lasy liściaste (bukowe i dębowe) i iglaste (jodłowe i sosnowo-świerkowe), na wybrzeżach przeważa makia.